# Elija Godwin
Elija Godwin, född 1 juli 1999 i Covington, är en amerikansk kortdistanslöpare.

## Karriär
Godwin ingick i det amerikanska laget som tog brons på 4 x 400 meter vid OS 2020. Vid världsmästerskapen i friidrott 2022 ingick han i det amerikanska herrlaget som guld på långa stafetten och i det mixade laget som tog brons i samma gran. Vid VM 2025 inomhus ingick han i det amerikanska laget som tog guld på 4 x 400 meter.